# 波特兰国际机场
波特兰国际机场（英語：Portland International Airport）是一座军民两用的机场，位于流经姆尔特诺默县的哥伦比亚河的南岸，波特兰市的北部边界。机场到市中心空中距离为10公里，离市中心东北有19公里的路程。它处理了俄勒冈州90%客运量和超过95%的货运量，是本州最大的机场。
波特兰国际机场有前往美国各大枢纽机场的直达航班以及前往加拿大、日本、德国、冰岛、墨西哥、及荷兰等国家的不经停国际航班。阿拉斯加航空集团属下的阿拉斯加航空及地平线航空以该机场为西雅图-塔科马国际机场以外的第二主要枢纽机场。地平线航空的维修基地也设在这里。小型地区性航空公司海港航空的总部和太平洋西北枢纽也在这机场。该机场亦提供通用航空服务。俄勒冈州空军国民警卫队有一个基地在机场的西南方，第142飞行联队 (142nd Fighter Wing)及队内的F-15鹰式战斗机驻守在该基地。机场对外的交通设施有由波特兰轻轨运营的MAX红线，旅客可以利用该线路来从机场到达波特兰市中心，以及更西面的比弗顿市。南北走向的205号州际公路也为华盛顿州西南部地区和波特兰的郊区通达机场提供了便利。

## 历史

### 机场建设及早期运营
波特兰第一个机场建于波特兰市中心西北威拉米特河上的斯旺岛（Swan Island）上。波特兰港买下了面积为256英畝（104公頃）的地块并于1926年开始建设。到1935年，这个机场对波特兰港来说明显过时了。这个小型飞行场难以扩张，也无法处理未来大型飞机的起降及增长的客流。于是，重新选址兴建更大型的机场的计划被马上被构想出来。
波特兰市委员会与1936年买下了现在的波特兰国际机场的地块。该地块面积为700英畝（280公頃），北邻哥伦比亚河，南邻哥伦比亚沼泽。市委员会支出三十万美元，让波特兰港发起一个一百三十万美元的公共事业振兴署拨款，来把这个地块建成一个“超级机场”。该工程在大萧条时期提供了难能可贵的工作机会，并于1940年完工。该机场被稱为波特兰-哥伦比亚机场（Portland-Columbia Airport），以区别于已运营的斯旺岛机场。二战期间，该机场被美国空军使用。新建成的“超级机场”在北边有一个航站楼，以及五条跑道：东北-西南跑道、西北-东南跑道以及东西跑道。这五条跑道的布局像一个星号。直到新的航站楼以及一条更长的东-西跑道在1952年建成之前，这些设施都能足够使用。

### 1950年后的建设

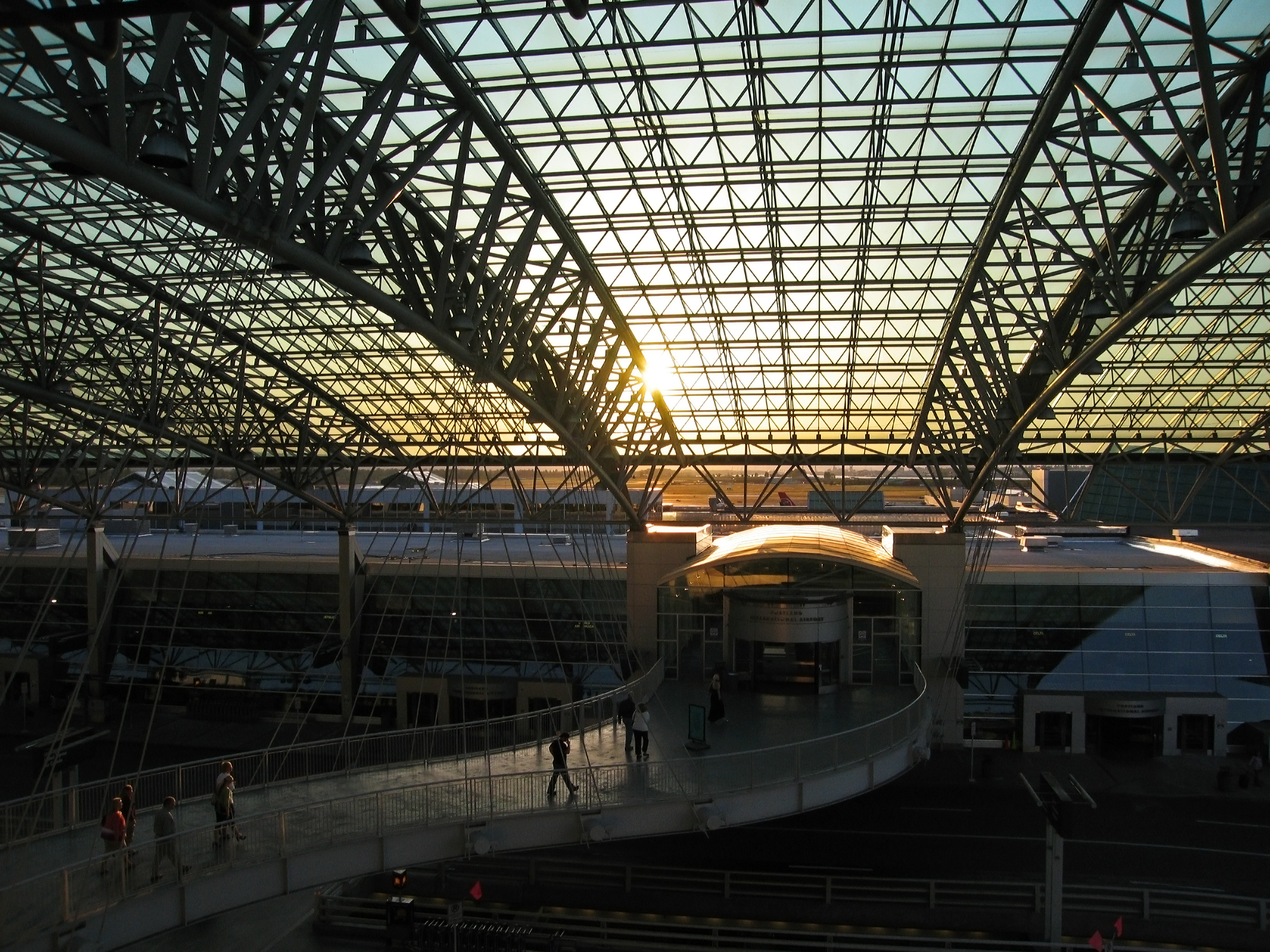
机场出发区

新的航站楼于1959年落成投入使用，取代了以前的旅客设施。该航站楼位于原来的跑道东边，也位于后来第一条长8,800英尺（2,700米）的东-西跑道的北边。之后，航站楼北边建成了第二条东-西跑道，航站楼被夹在了跑道中间。此时，原来的X型的跑道之中，只有东北-西南（3/21）跑道被保留下来。其他的跑道都改建成滑行道。3/21跑道后来被延长，被用作侧风时的起降跑道。在1950年代的机场设施改建之后，“国际”两字被加到机场的名字之中。
在1980年代，航站楼再次被大规模翻新以适应波特兰国际机场未来的需求。办票区和行李区被翻新和扩建，阿拉斯加航空使用的B大堂也于1986年建成。E大堂在1992年被第一次重建，里面安装了波特兰机场第一条旅客自动输送通道。原来的办票柜台附近的等待区则增建了一个叫做俄勒冈商场（The Oregon Marketplace）的小型购物中心。1990年代初，C大堂也被扩展，里面新建了一个食肆商场。1994年，新的D大堂建成。
在1990年代，扩建停车设施、新建控制塔以及增建下客区遮雨顶棚等工程完工。
2005年8月旅客大堂之间的连接通道启用。这条通道位于安检区以内，连接了A，B，C大堂和位于机场另一边的D，E大堂。此后，如果某一边大堂的安检队伍过长，旅客可以从另一边大堂进行安检，然后再通过该通道到达想要前往的大堂。

### 国内航线服务

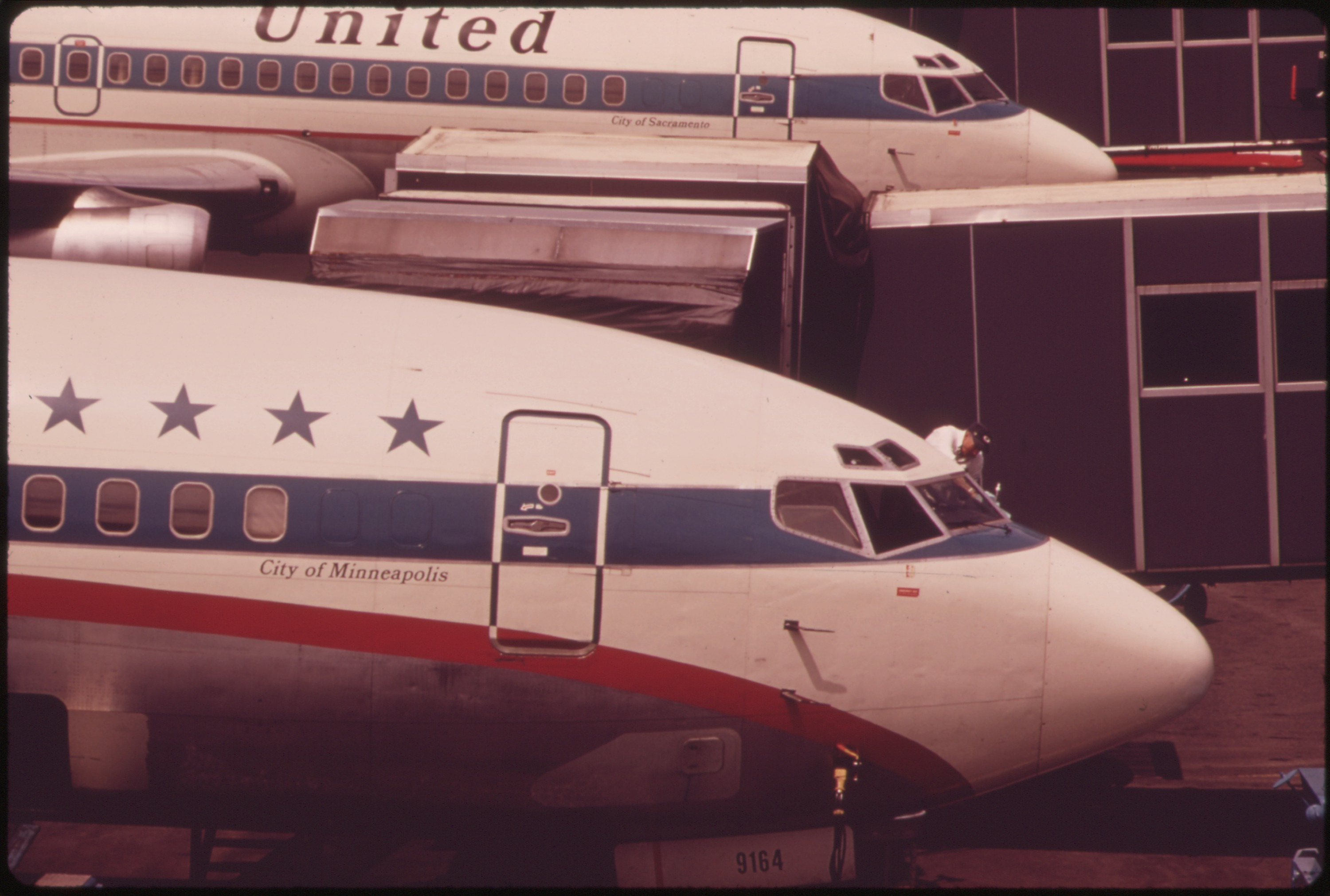
1973年，两架联合航空的客机在波特兰国际机场

OAG航空记录显示，在1957年6月，该机场每周有216班出港航班，其中西北航空运营80班，美国西部航空运营35班，Trans-Canada航空运营21班，泛美航空运营20班，阿拉斯加航空运营10班。1959年底，泛美航空的西雅图-波特兰-檀香山航线开通，由波音707运营，这是该机场第一个喷气机航班。1966年北欧航空开通了该机场首条直飞欧洲大陆的航班（此前泛美航空于1961年左右开通前往伦敦的直飞航班）。1959年7月机场的首座航站楼运营。
根据OAG的记录，在1957年4月，波特兰机场每天有38班联合航空的出港航班，西岸航空有10班，西北航空有8班，美国西部航空有6班；此外阿拉斯加航空每周有4班，太平洋北部航空有3班。在1959年10月，波特兰迎来了第一架喷气飞机：泛美航空的波音707-321。
1966年波特兰机场的有前往盐湖城、丹佛以及芝加哥奥黑尔的直飞航班，除此以外没有位于博伊西以东的航点。1967年联合航空新增飞往纽约JFK的航班，这是波特兰首条横跨大陆的航线，但此航线于1973年停办。在1977年，博伊西以东的航点有拉斯维加斯、凤凰城、丹佛、达拉斯及芝加哥。
到1974年，在波特兰机场运营的航空公司包括布兰尼夫国际航空、Cascade航空、大陆航空、东方航空、Hughes航空、西北航空、泛美航空、联合航空以及西部航空。西雅图的航线由七家航空公司运营，使用大型客机包括波音747。
1978年美国航空管制自由化法案实施以后，俄勒冈航空开始在该机场运营短途航线，到1979年为止开通了7条前往俄勒冈州内其他城市的航线。1980年代加利福尼亚航空提供前往西雅图、雷诺和旧金山湾区等地的直飞服务。PSA（太平洋西南航空）有前往旧金山的直飞航线以及前往雷诺及萨克拉门托的经停航线。在2010年达美航空停办了以前从西北航空继承下来的檀香山航线。在2015年这条航线作为季节性服务复开。

### 国际航线服务
该机场第一条国际直飞航线是1967年西部航空的温哥华航线。
1983年到1987年间联合航空利用波特兰机场作为芝加哥奥黑尔-东京成田航线的中停站。该航班每周有六天在西雅图中停，剩下的一天在波特兰国际机场。在联合航空收购了泛美航空的亚太航线之后，原属泛美航空的波音747SP客机被用于该航线，西海岸的中停被取消。
联合航空停办波特兰的东京航线以后，达美航空开始用洛歇L-1011运营亚特兰大经波特兰飞往东京的航线。与联合航空一样，达美航空也缺少能够从美国东海岸直飞日本的飞机，此外，达美航空当时还缺少一个位于西岸的枢纽。对于达美航空来说，曾被西北航空支配的波特兰比西雅图更加适合作为一个国际和国内的航空枢纽。在1986年东京航线开办以后，达美航空在1988年新开飞往首尔的航线，此时恰逢1988年夏季奥运会举办。首尔的航线随后被延长至香港、北京、上海和台北。在1994年之前，达美航空启用了麦道MD-11客机，并增加了飞往名古屋的跨太平洋航线，以及飞往纽约、安克雷奇、费尔班克斯等地的国内航线。1998年，随着大阪和福冈航线的开办，达美在波特兰枢纽的运营在达到顶峰，
1997年亚洲金融风暴挫伤了达美航空的运营，同时波特兰的国际旅客人数因各种因素减少。其中一个原因是旅客对他们在波特兰机场移民入境处受到的不友善待遇充满抱怨，波特兰因此得到了“DeportLand”（意味驱逐之地，波特兰英语为Portland，Port前面加上De组成的单词为Deport,意味驱逐）的戏称。 各种因素使达美航空最终于2001年3月停办了波特兰直飞东京和名古屋的航班。此后，当地媒体对事件进行了仔细报道。随后国会也对波特兰移民局施加压力，要求管理该机构的工作人员进行改善处理。
同时，本地旅游业界也在寻找其他航空公司进驻波特兰机场的机会。汉莎航空在2003年开通波特兰往法兰克福的航班 ，由于缺乏盈利能力，这条航线于2009年暂停。2004年6月10日，西北航空开通了之前被达美航空停办的东京成田的航线。墨西哥航空也开通了往瓜达拉哈拉和墨西哥城的航班。在运营5年之后，因为高涨的燃油价格和客流需求的改变，墨西哥航空于2008年撤出。
西北航空于2008年增开往阿姆斯特丹的航线，并一度有把该航线延长至孟买的计划，但当年航线的容量就被削减，由一架波音767-300或波音767-400运营。之后，该航线的飞机一直在波音767-300、波音767-400和空客300之间根据不同季节的客流而轮换。 加拿大航空在2010年到2012年期间运营飞往多伦多的季节性航线，该航线于2016年5月复航。 在并购西北航空之后，达美航空维持着往阿姆斯特丹和东京的直飞航班。在2009年到2010年的冬春交际期间，波特兰港向达美航空支付了350万美元的补贴，以维持东京航线的运营。

## 数据和排名
在2008年，机场处理了14,299,234位乘客和不停站商业航班前往17个最多人口的美国大都市中的16个。在每个月，平均客量为120万人和17,600班航班。机场也每个月处理19,500英吨货物。
在2006,2007,2008和2010年，机场被康得纳斯出版公司的旅行杂志评定为最佳为商务旅客的机场。这个排名的标准是基于机场位置、交通、方便到达、食品、商店、设施、舒适度、设计、安全性。机场得到最高分数，以及杂志注意到机场的环保设施，包括机场使用大阳能发电板来供电，由轻轨进出机场，以及收集食肆用过的油和油脂。
在2008年，JD电力研究杂志的内容，这机场是在每年一千至三千万客量的机场中，满意程度是在21个机场中排第19。这表示机场在某方面表现一般，例如机场办理登机手续/行李检查、保安检查和行李索赔，机场在某方面表现较差，例如整体满意程度、机场无障碍设施、客运大楼的设施、食肆和零售。

## 客运大楼

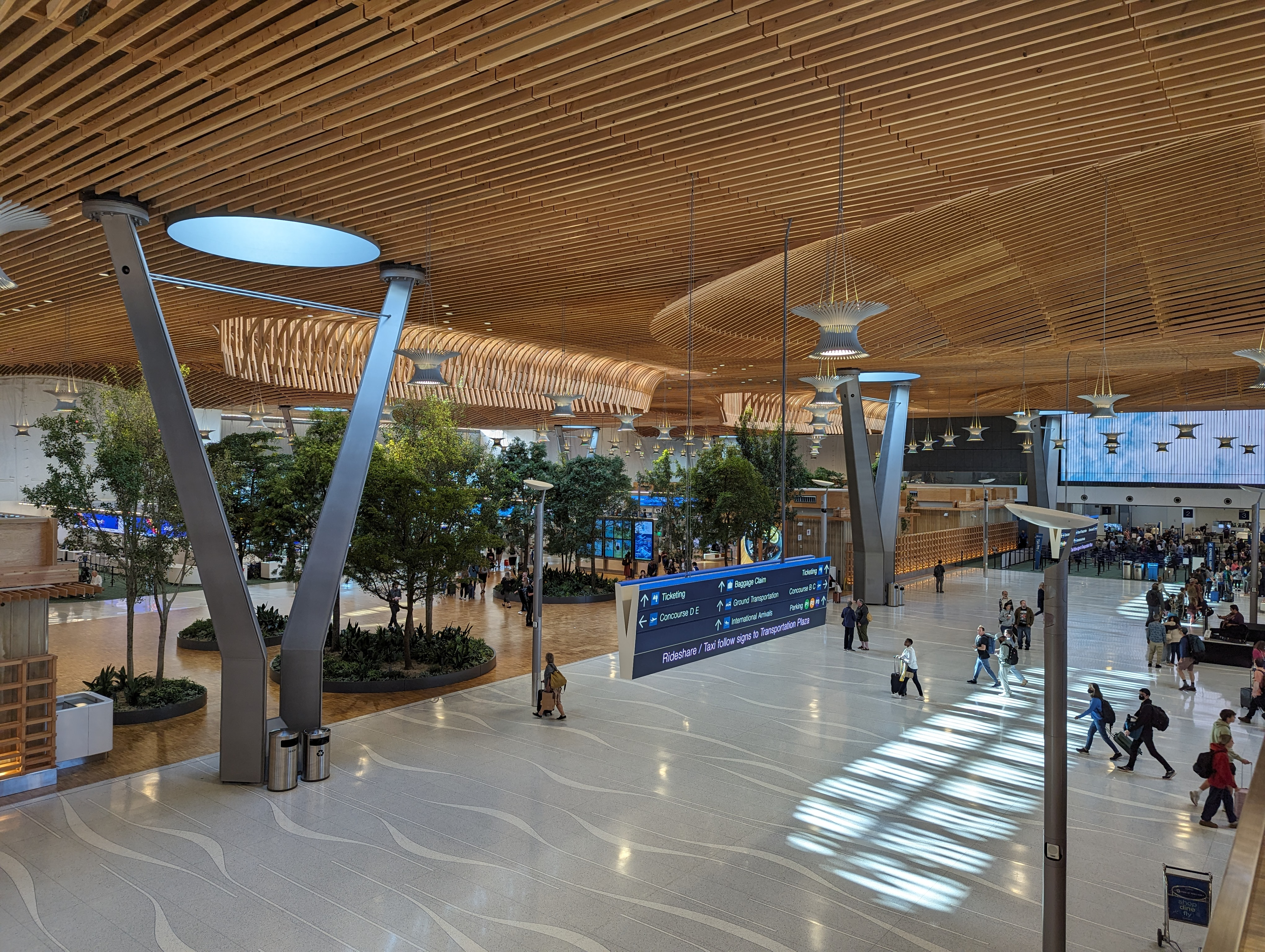
翻修后的值机大堂（2024年）

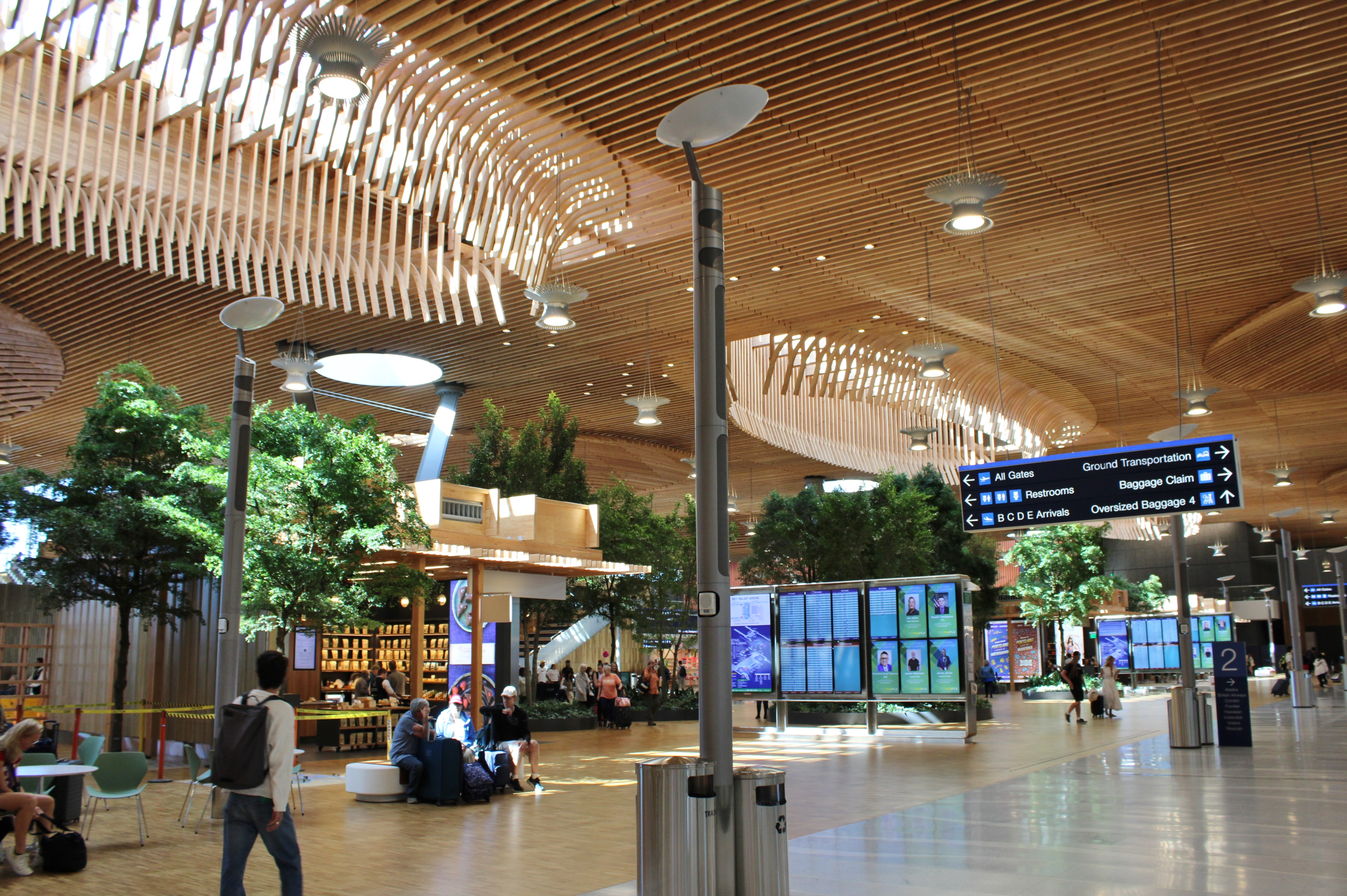
空侧商业区

机场内有两座客运大楼，由一座像「H」型的建筑物组成。它们之间由一条在2005年8月启用的位于安检区以内的人行道相连接。机场内提供了Wi-Fi服务、儿童游乐场和邮政服务。
客运大楼内值机柜台旁有一个购物中心，里面内有商铺及食肆。因为这州是美国不征收销售税的免税州之一，所有商店的商品都免税。波特兰港规定了机场内所有商店和食肆都要实践公平零售价格，售卖的商品不可高于机场以外的价格。购物中心有全国性的百货店和以及自俄勒冈州企业的商店，例如Made in Oregon、Nike、美国哥伦比亚运动服装公司、Powell's书店、Pendleton Woolen Mills。食肆中有各种全国连锁店和本地食肆。

### 大堂

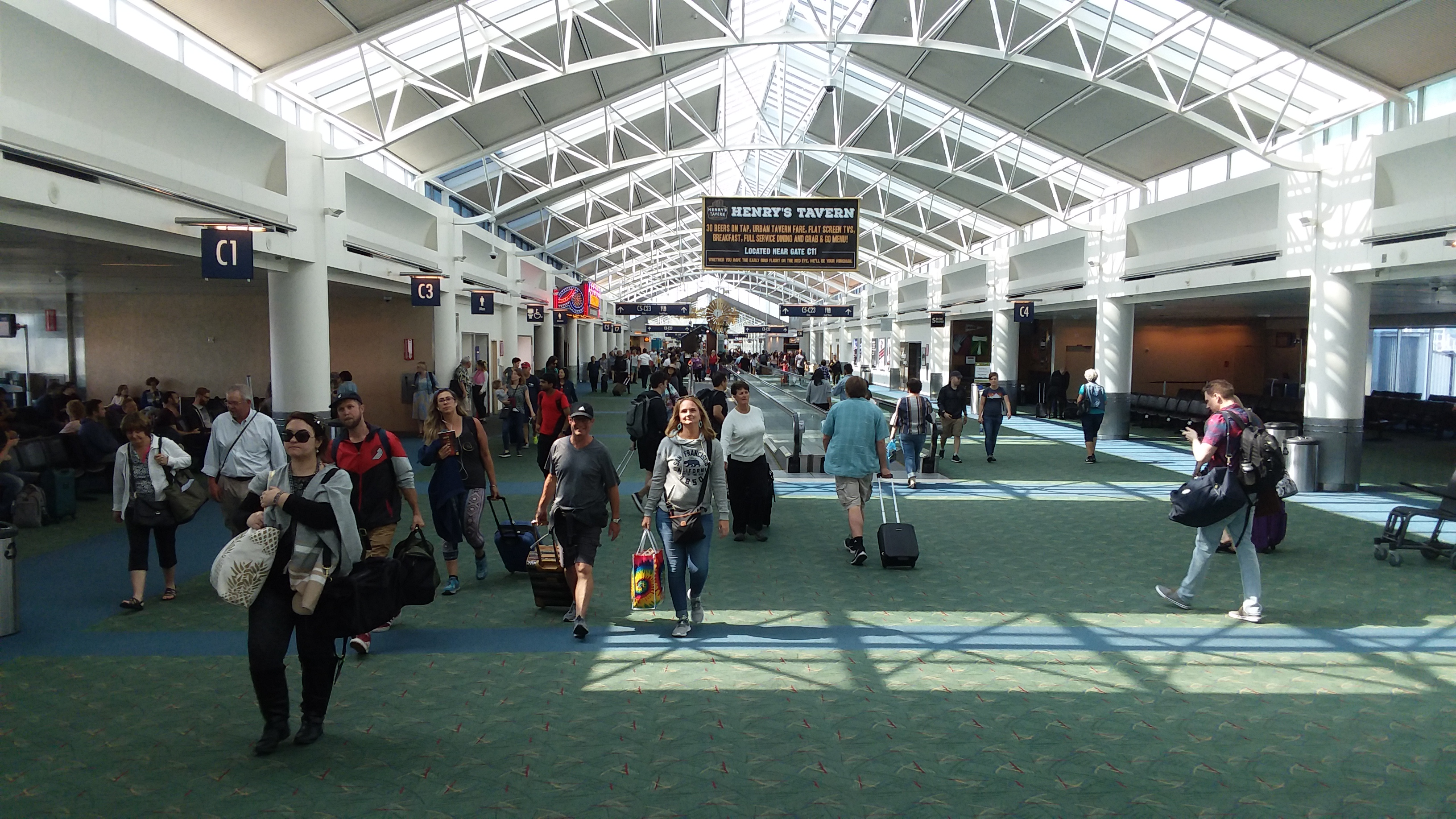
C大堂内部

机场两个客运大楼（南大楼和北大楼）设有5个大堂（A,B,C,D和E），共有75个登机口。此外，机场也有一个专用设施去处理货运。阿拉斯加航空集团是该机场最大的旅客运输经营者。
D大堂中处理国际航班的区域被命名为维克托·阿提耶州长国际大堂，以纪念第32任俄勒冈州州长维克托·阿提耶。维克托又被称为“贸易者维克” （Trader Vic），他在任其间，推动了国际旅游和贸易的倡议。
南客运大楼
- A大堂有12个登机口 (A1–A12)
- B大堂有3个登机口 (B1–B3)
- C大堂有23个登机口 (C1–C23)

北客运大楼
- D大堂有15个登机口 (D1–D15)
- E大堂有7个登机口 (E1–E7)

机场两个客运大楼内共有75个登机口。

## 航点

### 客运

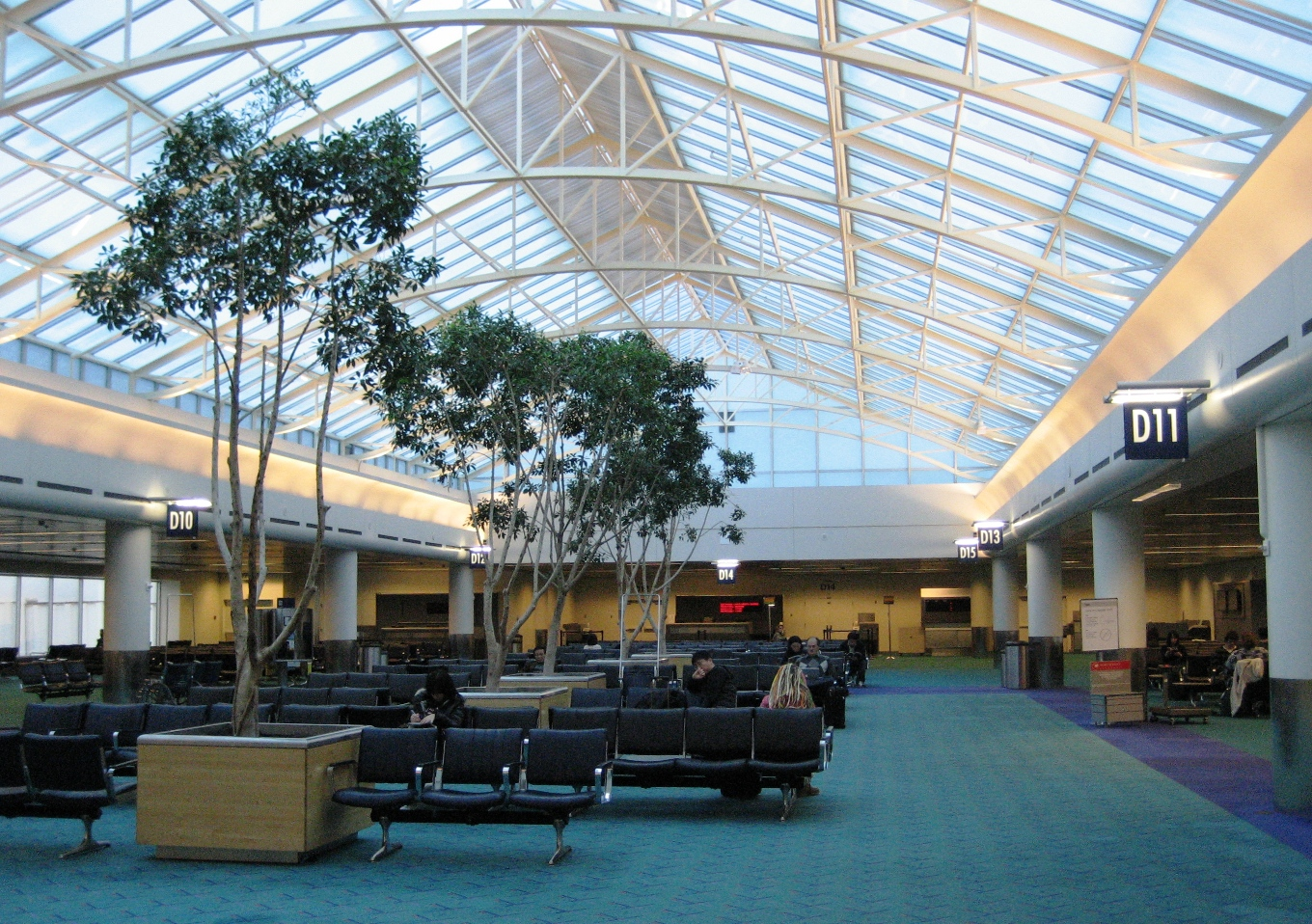
在大堂D尾部分的中庭

备注：所有国际抵达航班(不包括航班设有美国境外入境审查的机场)都要在大堂D尾部分落机。
| 航空公司                          | 目的地 | 大堂    |
| --------------------------------- | --- | ------- |
| 加拿大航空                        | 季节性: 多伦多–皮尔逊 | E       |
| 加拿大快运航空                    | 卡尔加里、温哥华 | E       |
| 阿拉斯加航空                      | 安克雷奇、波士顿、芝加哥–奥黑尔、达拉斯/沃思堡、檀香山、卡胡鲁伊、拉斯维加斯、洛杉矶、橙县、棕榈泉、凤凰城、盐湖城、圣迭戈、旧金山、圣何塞、西雅图、华盛顿–里根 季节性: 科纳、利胡埃、巴亚尔塔港、圣荷西(卡布) | B, C, D |
| 阿拉斯加航空 （由地平线航空营运） | 贝灵厄姆、埃弗里特 (华盛顿州), 比灵斯、博伊西、尤金、梅德福、米苏拉、奥克兰、雷蒙德（俄勒冈州）、雷诺、萨克拉门托、圣罗莎、西雅图、斯波坎、三城 (华盛顿州)、温哥华 季节性: 弗雷斯诺 , 卡利斯佩尔               | A, B    |
| 阿拉斯加航空 （由天西航空营运）   | 奥斯汀、博伊西、博兹曼、伯班克、达拉斯/沃思堡、弗雷斯诺、堪萨斯城 、明尼阿波利斯 、奥马哈 、安大略、圣何塞、圣路易斯、盐湖城、圣巴巴拉、西雅图 季节性: 旧金山、图森                                            | A, B    |
| 美国航空                          | 夏洛特、芝加哥–奥黑尔、达拉斯/沃思堡、凤凰城 季节性: 费城 | C, D    |
| 神鹰航空                          | 季节性: 法兰克福 | D       |
| 达美航空                          | 阿姆斯特丹、亚特兰大、底特律、洛杉矶、明尼阿波利斯、纽约–肯尼迪、盐湖城、东京–成田 季节性: 安克雷奇 、檀香山、西雅图                                                                                           | D       |
| 达美航空连接                      | 洛杉矶 、西雅图 | D       |
| 边疆航空                          | 芝加哥–奥黑尔 、克利夫兰 、丹佛、凤凰城 | C       |
| 夏威夷航空                        | 檀香山 | D       |
| 冰岛航空                          | 季节性: 凯夫拉维克-凯夫拉维克 | D       |
| 捷蓝航空                          | 长滩、纽约–肯尼迪 季节性: 安克雷奇、波士顿 | C       |
| PenAir航空                        | 克雷森特城 | E       |
| 海港航空                          | 摩西湖市 、北本德、彭德尔顿 | E       |
| 西南航空                          | 阿尔伯克基、芝加哥–中途、达拉斯-洛夫、丹佛、堪萨斯城、拉斯维加斯、洛杉矶、奥克兰、橙县、凤凰城、萨克拉门托、圣迭戈、圣何塞、圣路易斯 季节性: 奥斯汀、巴尔的摩、休斯顿–霍比                                     | C, D    |
| 精神航空                          | 拉斯维加斯、洛杉矶 季节性: 芝加哥–奥黑尔、达拉斯/沃思堡 | D       |
| 联合航空                          | 芝加哥–奥黑尔、丹佛、休斯敦、纽瓦克、旧金山、华盛顿–杜勒斯 | D, E    |
| 联合航空快运                      | 旧金山 季节性: 丹佛 | E       |
| 维珍美国航空                      | 旧金山 | D       |
| Volaris航空                       | 瓜达拉哈拉 | D       |

### 货运
| 航空公司                  | 目的地 |
| ------------------------- | --- |
| Airpac航空                | 雷德蒙德 (俄勒冈州)、西雅图–波音 |
| 空運國際（ATI）           | 洛杉矶、西雅图–波音 |
| Ameriflight航空           | 阿斯托利亚、博伊西、布鲁金斯、柏恩斯、科瓦利斯、克雷森特城、尤金、格兰茨帕斯、赫米斯顿、卡利斯佩尔、克拉马斯福尔斯、拉格兰、梅德福、纽波特 (俄勒冈州)、北本德 / 库斯湾、奥克兰、彭德尔顿、雷德蒙德 (俄勒冈州)、罗斯堡、萨克拉门托、塞勒姆、盐湖城、西雅图–波音、塔科马、提拉木克、亚基马、温哥华 |
| DHL航空 （由ABX航空营运） | 洛杉矶、西雅图–波音 |
| 联邦快递                  | 沃思堡、印第安纳波利斯、洛杉矶、孟菲斯、奥克兰、凤凰城、西雅图 |
| 联邦快递支线              | 科瓦利斯、尤金、克拉马斯福尔斯、梅德福、纽波特 (俄勒冈州)、北本德 / 库斯湾、雷德蒙德 (俄勒冈州)、罗斯堡、塞勒姆 |
| Martinaire航空            | 尤金 |
| Sky Lease货运             | 芝加哥–奥黑尔、路易维尔 |
| UPS航空                   | 安克雷奇、芝加哥–奥黑尔、罗克福德、达拉斯/沃思堡、丹佛、得梅因、底特律、堪萨斯城、小石城、路易维尔、奥克兰、安大略、费城、凤凰城、萨克拉门托、萨克拉门托、盐湖城、旧金山、圣迭戈、西雅图–波音、斯波坎、威奇托                                                                                    |
| 西部快运航空              | 博伊西、西雅图–波音、斯波坎 |

## 图片

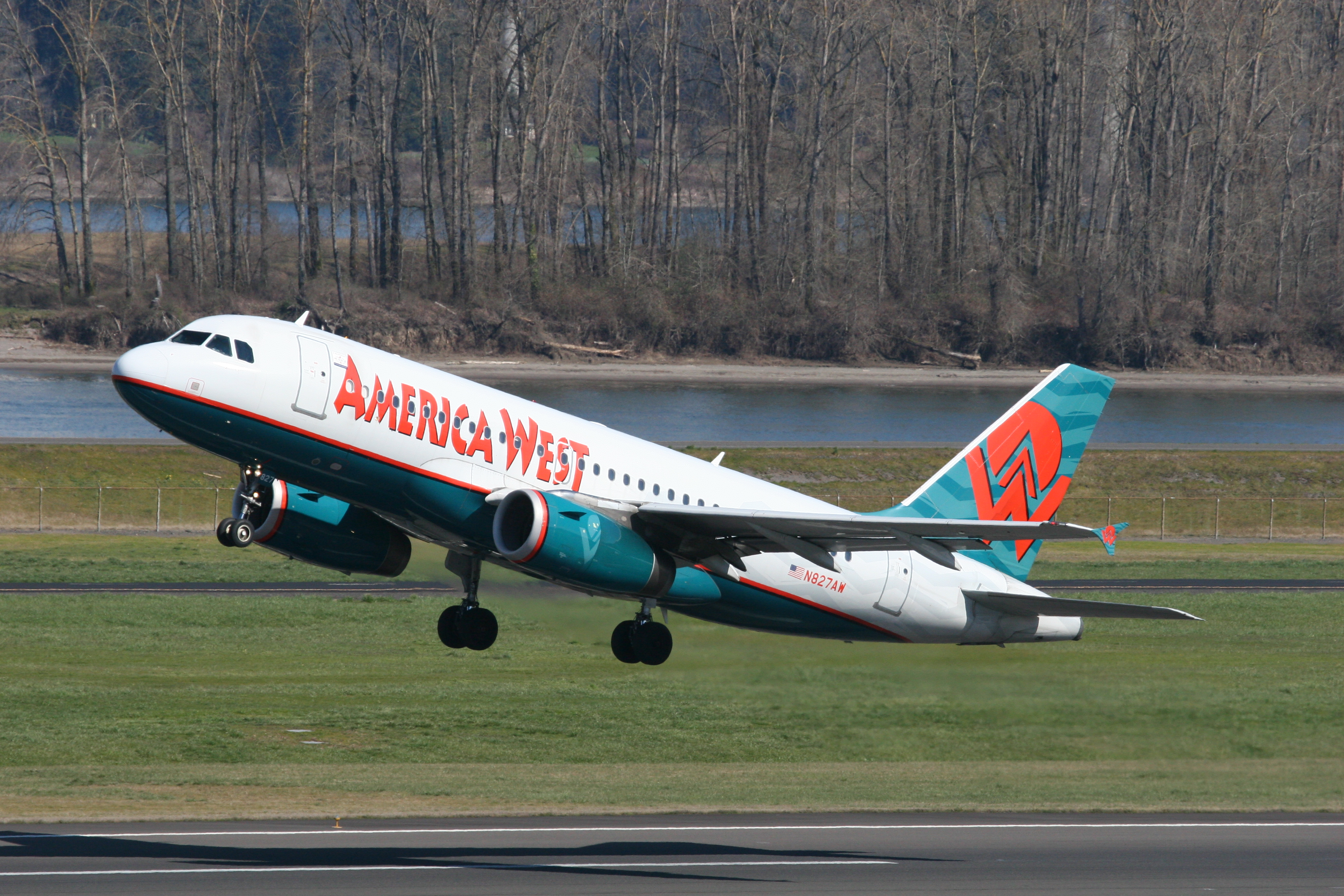
美国西部航空的空中客车319客机在波特兰国际机场
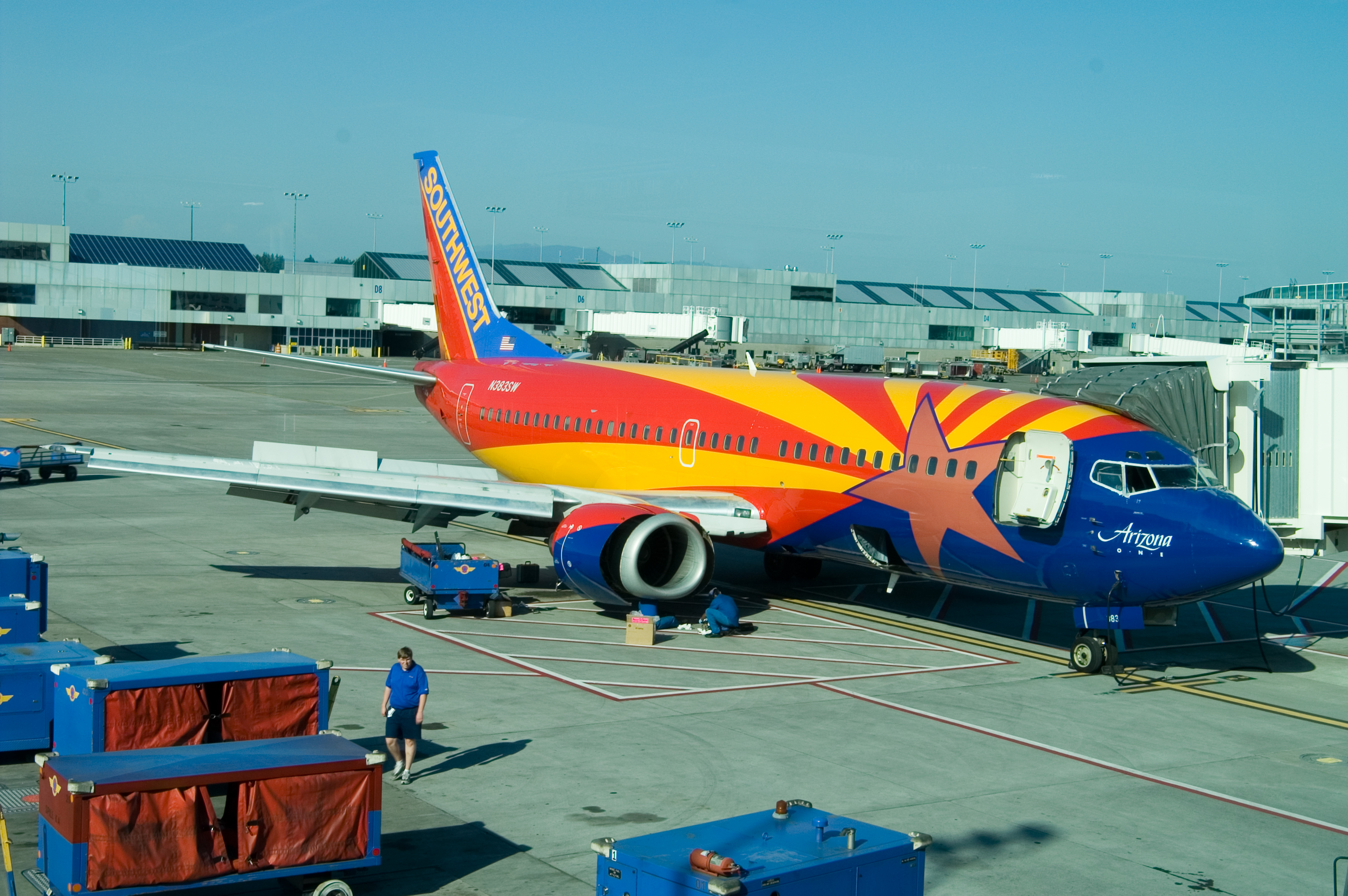
西南航空的Arizona One飞机在波特兰国际机场
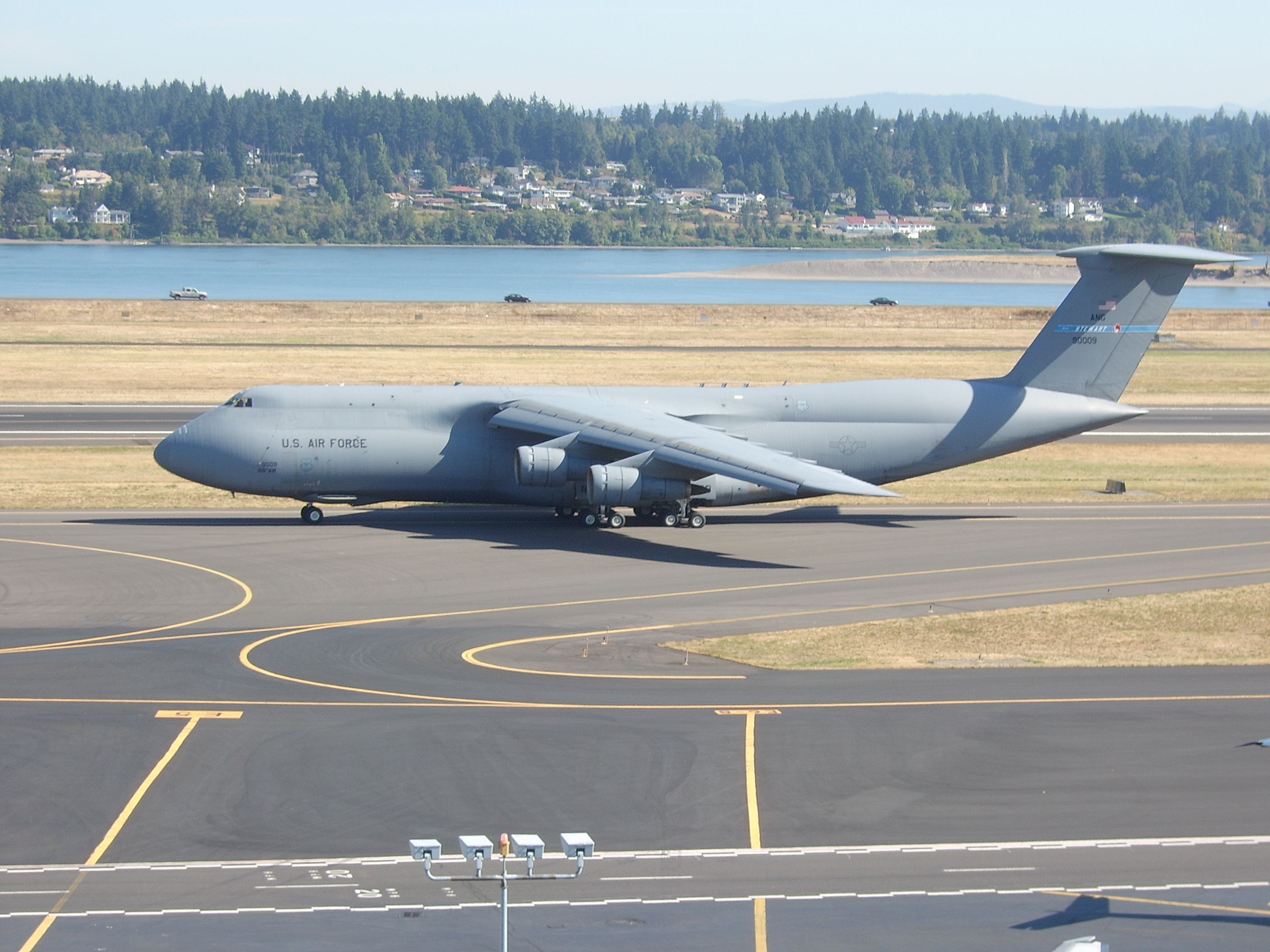
第105空运联队的C-5运输机在波特兰国际机场滑行起飞
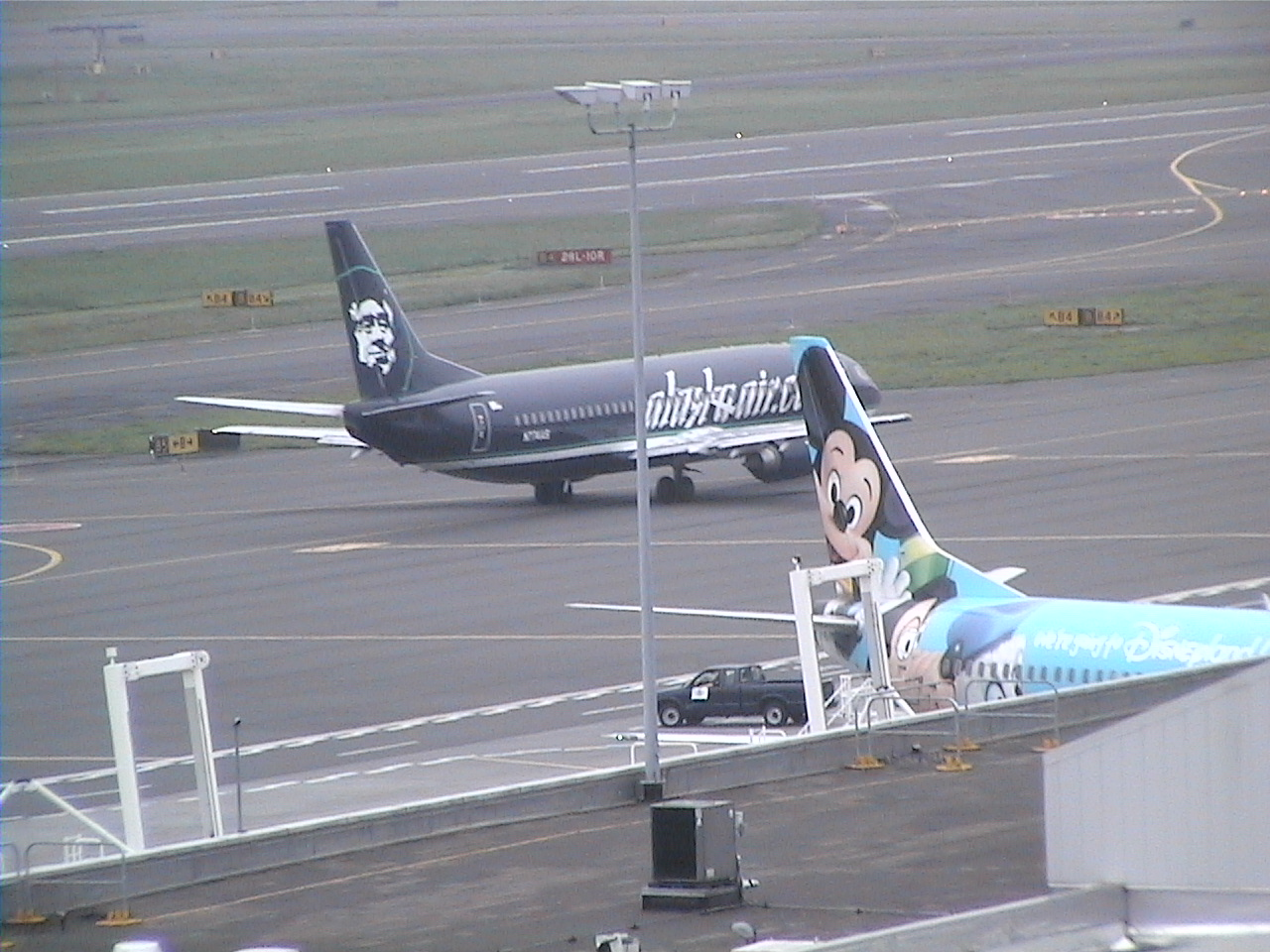
阿拉斯加航空两架分别会有".com"涂装与"迪士尼"涂装的飞机在波特兰国际机场